# Flaga kraju bańskobystrzyckiego
Flaga kraju bańskobystrzyckiego jest obok herbu jednym z symboli tego kraju.

## Symbolika
Jego symbolika, podobnie jak w przypadku herbu, łączy w sobie kolory herbów czterech komitatów Królestwa Węgier, na których terenie powstał współczesny kraj.

## Kolory
Składa się ona z dwóch podłużnych pasów, które to dzielą się na dwa poprzeczne.
Pierwszy pas składa się z kolorów:
- niebieskiego, o wielkości 1/3 pasu,
- białego, o wielkości 2/3 pasu.

Drugi pas składa się z kolorów:
- białego, o wielkości 1/3 pasu,
- czerwonego, o wielkości 2/3 pasu.